# Heinrich Eisenlohr
Heinrich Eisenlohr (* 15. April 1816; † 8. Januar 1899) war ein deutscher Kaufmann und Politiker.

## Leben

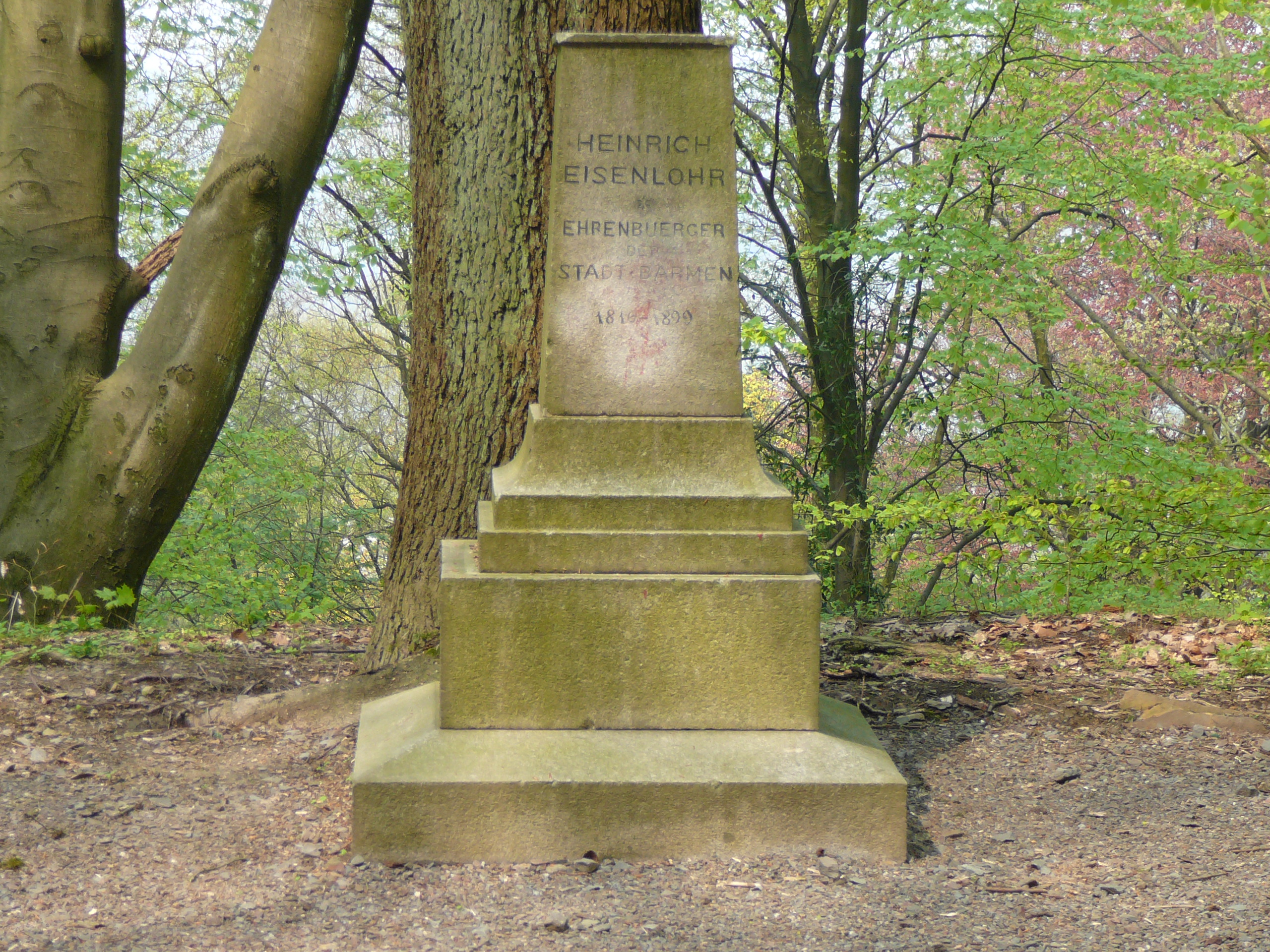
Heinrich-Eisenlohr-Denkmal (2009)

Eisenlohr war von Beruf Garnhandelskaufmann.
Von 1854 bis zu seinem Tode 1899 war er politisch tätig als Stadtverordneter in Barmen. Ehrenamtlich engagierte er sich in der Barmer Armenverwaltung, der er ab 1863 angehörte und deren Vorsitz er ab 1871 bis 1880 innehatte. Weiter engagierte er sich als Gründer der Anstalt für verlassene Kinder und das städtische Krankenhaus am Kleinen Werth, dessen Direktionsmitglied er war. Er war Kuratoriumsmitglied der Höheren Töchterschule Unterbarmen, Mitglied der städtischen Schuldeputation, Mitglied der Sanitätskommission und Vorsitzender des Aufsichtsrats der Barmer Baugesellschaft für Arbeiterwohnungen. Er förderte auch den „Krieger-Hilfs-Verein“. Dem Barmer Verschönerungsverein gehörte er 28 Jahre als Vorstandsmitglied an.
In der Zeit von 1888 bis 1897 war er auf Beschluss der Stadtverordneten-Versammlung als Angehöriger der nationalliberalen Partei Abgeordneter im Provinziallandtag der preußischen Rheinprovinz für Barmen.

## Ehrungen
- um 1870/71 – Er erhielt vom Kaiser den Kronenorden IV. Klasse mit rotem Kreuz am Erinnerungsband, für seine Dienste um die Verwundeten und Kranken während des Deutsch-Französischen Krieges.[2]
- 1893 – Im September erhielt er den Roten Adlerorden IV. Klasse.[2]
- 1896 – Verleihung der Ehrenbürgerrechte der Stadt Barmen am 14. April, dem Vorabend seines 80. Geburtstages (aufgrund zahlreicher Verdienste in Ehrenämtern).[1]
- 1899 – Sein Grab auf dem Unterbarmer Friedhof gilt als eins der 39 Wuppertaler Ehrengräber.[1]
- 1900 – Enthüllung des Heinrich-Eisenlohr-Denkmals auf der Kaiser-Friedrich-Höhe oberhalb des Unterbarmer Friedhofs. Die Büste Eisenlohrs vom Bildhauer Wilhelm Giesecke ist verschollen.[3][2]
- um 1912 – Benennung der Straße Eisenlohrstraße in Barmen.[3]